# Batrisodes gemmus
Batrisodes gemmus är en skalbaggsart som beskrevs av Park 1956. Batrisodes gemmus ingår i släktet Batrisodes och familjen kortvingar. Inga underarter finns listade i Catalogue of Life.